# 猪木快守
猪木 快守（いのき よしもり、1938年8月6日 - 2011年3月23日）は、日本の実業家、政治活動家（初代・第4代スポーツ平和党代表）、テノール歌手（芸名：パブロ猪木）。
兄弟には相良寿一（松涛流空手道師範、伯オリンピック委員）、アントニオ猪木（元プロレスラー、新日本プロレス創始者、本名：猪木寛至）らがいる。

## 来歴・人物
神奈川県横浜市鶴見区出身。1958年に一家でブラジルに移住し、コーヒー豆、落花生農家、牧場を営んでいた。現地で崇教真光に入信。
アントン・ハイセル事業を推進する傍ら、フィデル・カストロ、アルベルト・フジモリ、サッダーム・フセインら各国の指導者にネットワークを広げた。
1989年の第15回参議院議員通常選挙に際し、弟のアントニオ猪木が結党したスポーツ平和党に参画。国政進出後は公設第1秘書を務める一方、永久機関やヘドロ浄化などを研究していたものの、借金問題で解雇された。
1991年には弟が開催した湾岸戦争停止を訴える『平和の祭典』に協力し、同党最後の代表も務めた。その後、各地に『闘魂神社』を建立する計画を発表するなどしたが、全部沙汰止みになっている。
1992年の第16回参議院議員通常選挙は比例区でスポーツ平和党比例名簿第4位に登載され立候補するも、落選。その後も1998年の第18回参議院議員通常選挙（東京都選挙区）、更に2006年9月10日執行の静岡県熱海市長選挙は無所属で立候補したが、いずれも下位で落選し供託金を没収された。
その後もプロレス会場などに姿を見せており、2003年5月1日には新日本プロレスの興行である「ULTIMATE CRUSH」東京ドーム大会でテノール歌手「パブロ猪木」として『荒城の月』を披露した事もあった。
2011年3月23日、胃がんのため東京都内の病院で死去。72歳没。生前の本人の話によると「世界五大宗教を統一せよ」との啓示を受け、その実現のため日夜奔走していたという。